# Asmund Palm
Cornelius Asmund Palm, född cirka 1715, död 4 februari 1780 i Maria Magdalena församling, var en svensk generalkonsul, grosshandlare och direktör för det Svenska Levantiska Compagniet i Smyrna.

## Tidiga år
Cornelius Asmund Palm föddes 1715 eller 1716. Om hans barndom är lite känt. 

## Karriär
Palm tillbringade ett tiotal år i Osmanska riket som titulärkonsul och handlanden, inledningsvis i Smyrna där han var anställd som direktör för det Svenska Levantiska Compagniet och ombud för samma kompani i Konstantinopel. Som direktör för det svenska handelshuset exporterade han i huvudsak järn och stål samt, i mindre utsträckning, varor som russin och kaffe till Sverige. Därigenom Palm utmärkte sig som en framträdande personlighet och företrädare för intressen som Sverige hade i regionen. Under tiden som Palm vistades i det Osmanska riket stod han i kompanjonskap med Christian Hebbe, som senare kom att ingå äktenskap med en av Palms döttrar. Vid Hebbes återresa till Sverige flytande Palm till Konstantinopel. Palm flyttade tillbaka till Stockholm, där han därefter var bosatt fram till sin död, mot slutet av 1760-talet.
Palm blev Sveriges generalkonsul i Konstantinopel under mitten av 1700-talet.

## Familjen
Palm var gift med den nederländska adelsdamen Eva van Bruyn, dotter till Baltzar van Bruyn. I äktenskapet föddes tre barn. Döttrarna Maria och Elisabeth var konstnärer medan sonen Gustaf var den sista superkargören i Kanton.